# Place de la Bourse
Place de la Bourse er en plads i Bordeaux, Frankrig, og en af byens mest genkendelige seværdigheder. Pladsen er opført fra 1730 til 1775 langs floden Garonne, og projektet omfattede flere bygninger designet af arkitekten Agne-Jacques Gabriel.  Pladsen er beliggende inden for den historiske del af Bordeaux, der er blevet optaget på UNESCOs verdensarvsliste som "et enestående bymæssig og arkitektonisk ensemble" fra det 18. århundrede.

## Historie
I den oprindelige plan blev en statue af kong Ludvig 15. af Frankrig rejst på pladsen. Denne statue blev ødelagt under den franske revolution. Efter ødelæggelsen af statuen blev der indstillet et springvand med en korintisk søjle. Endelig blev La Fontaine des Trois Graces installeret på samme sted.
Designet af de omkringliggende bygninger blev afsluttet af Ange-Jacques Gabriel i 1739; projektet blev udstedt til opførelse to uger efter arkitektens død. Efter hans død blev hans søn sat i spidsen og afsluttede opførelsen af bygningerne.

## Arkitektur
Denne plads er et af de mest repræsentative værker af klassisk fransk arkitektonisk kunst fra det 18. århundrede. I nord stod Palais de la Bourse og det sydlige Hotel des Fermes. Det blev designet af Ange-Jacques Gabriel mellem 1735 og 1738. Skulpturerne repræsenterer Minerve, der beskytter kunsten og Merkur, der favoriserer byens handel.
I 2007 blev pladsen optaget på UNESCOs verdensarvsliste som "et fremragende bymæssig og arkitektonisk ensemble" fra det 18. århundrede. 
- Fontaine des Trois Grâces